# سلاح عریان: پرونده‌های جوخه پلیس!
سلاح عریان: پرونده‌های جوخه پلیس! (به انگلیسی: The Naked Gun: From the Files of Police Squad!) یک فیلم کمدی-جنایی آمریکایی محصول سال ۱۹۸۸ به کارگردانی دیوید زاکر با بازی لسلی نیلسن، پریسیلا پریسلی، ریکاردو مونتالبان، جرج کندی، او.جی. سیمپسون، نانسی مرشان، ویرد ال یانکوویچ، جو گریفاسی و لارنس تیرنی است.

## داستان
ستوان پلیس فرانک دربین (با بازی لسلی نیلسن) در حال گذراندن تعطیلات در بیروت، کنفرانس بزرگ‌ترین دشمنان آمریکا (عیدی امین، معمر قذافی، سید روح‌الله خمینی، یاسر عرفات، فیدل کاسترو و میخائیل گورباچف) را که در تلاش برای طرح یک نقشه تروریستی هستند، را مختل می‌کند.

## تولید
این فیلم در مکان‌های مختلف در لس‌آنجلس، کالیفرنیا و اطراف آن فیلمبرداری شد.
فیلمبرداری اصلی از ۲۲ فوریه تا ۶ مه ۱۹۸۸ بود.

## گیشه
این فیلم در ۲ دسامبر ۱۹۸۸ منتشر شد و در آخر هفته افتتاحیه آن با فروش ۹٫۳ میلیون دلار در جایگاه اول باکس آفیس در ایالات متحده و کانادا قرار گرفت. در آخر هفته دوم ۶٫۱ میلیون دلار فروخت و پس از فیلم دوقلوها (فیلم ۱۹۸۸) (۱۱٫۲ میلیون دلار) در جایگاه دوم قرار گرفت. این فیلم با فروش ۷۸٫۸ میلیون دلار در گیشه ایالات متحده و کانادا و ۷۳٫۷ میلیون دلار در خارج از کشور به مجموع فروش جهانی ۱۵۲٫۴ میلیون دلار رسید.